# Садвакасова, Асель Маратовна
Асе́ль Маратовна Садвака́сова (каз. Әсел Маратқызы Сәдуақасова; род. 31 января 1985, Кустанай) — казахстанская актриса , кинопродюсер и певица.
В первые годы посвятила себя комедийным фильмам с заметным акцентом на женском персонаже. «Чаще всего в нашем кино основные персонажи — это главный герой, его друг, его отец. <…> Я же снимаю в большей степени женское кино. Пусть в комедийном варианте, но в моих историях женская фигура всегда ключевая». Сотрудничает с режиссёрами Аскаром Бисембиным и Аскаром Узабаевым.

## Биография
Родилась в городе Костанай . Училась на факультете журналистики Казахского национального университета им. аль-Фараби. В 2002—2013 году была участницей поп-группы «Дауыс International». С середины 2010-х годов оставила карьеру поп-певицы и полностью посвятила себя киноиндустрии в качестве актрисы и продюсера.

## Личная жизнь
В 2023 году вышла замуж за digital маркетолога Магжана Тлеуханова В 2024 году пара развелась

## Фильмография
| Год       | Фильмы                           | Роль              |
| --------- | -------------------------------- | ----------------- |
| 2001—2003 | Саранча (сериал)                 | Райхан            |
| 2008      | Подарок Сталину                  | юная казашка      |
| 2010      | Рывок                            | Макпал            |
| 2010      | Астана — любовь моя (сериал)     | Дина              |
| 2010      | Коктейль для звезды              | Камео             |
| 2010-2011 | Асель, друзья и подруги (сериал) | Галима            |
| 2011-2012 | Жаным 2                          | Айсулу            |
| 2012      | Подружки (сериал)                | Анель             |
| 2012      | Побег из Аула                    | Асель             |
| 2014      | Перекресток в Астане             | Гульжан           |
| 2014      | Холостяк                         | Диана             |
| 2014      | Учителя                          | Диана             |
| 2014      | Фуга: Дорога в никуда            | Майя              |
| 2015      | Адель                            | Адель             |
| 2015      | Несломленный                     | Салтанат в юности |
| 2016      | Гламур для дур                   | Звезда            |
| 2016      | Замуж в 30                       | Анель             |
| 2017      | Келинка тоже человек             | Айжан             |
| 2017      | 5 причин не влюбиться в казаха   | Динара            |
| 2018      | Бумажный кораблик                | Зарина Заман      |
| 2018      | Одноклассники                    | Алия              |
| 2018      | Жена — не стена                  | Жанна             |
| 2018      | Келинка тоже человек 2           | Айжан             |
| 2019      | Патруль                          | Айжан             |
| 2019      | Бой Атбая                        | Алия              |
| 2019      | Кино по понятиям                 | Эля               |
| 2019      | Семьянин                         | Гульназ           |
| 2020      | Улболсын                         | Улболсын          |
| 2021      | Достучаться до мужчин            | Дамира            |
| 2021      | Моя большая казахская семья      | Карлыгаш          |
| 2022      | Коллективный иммунитет           | Турия             |
| 2022      | Обучение Адемоки                 | полицейская       |
| 2023      | Дубай любой ценой                | Анель             |